# Alpaida coroico
Alpaida coroico là một loài nhện trong họ Araneidae.
Loài này thuộc chi Alpaida. Alpaida coroico được Herbert Walter Levi miêu tả năm 1988.